# Xoanodera striata
Xoanodera striata là một loài bọ cánh cứng trong họ Cerambycidae.